# 3741 Rogerburns
A 3741 Rogerburns (ideiglenes jelöléssel 1981 EL19) a Naprendszer kisbolygóövében található aszteroida. Schelte J. Bus fedezte fel 1981. március 2-án.